# 装置メガネ
装置メガネ（そうちメガネ）は日本のテクノポップユニット。
NHKの「熱唱オンエアバトル」に出場し人気を集め、2006年ビクターエンタテインメントよりメジャーデビュー。おのじゃわ脱退後はサミーちゃんのソロユニットとなり、サポートメンバーを迎える形で活動している。

## メンバー
- サミーちゃん（1月10日 - ）作詞・歌・踊り・艶（?）作詞者のクレジットは「sammie」。

毎年1月サミーちゃんの誕生日を記念し「サミーちゃん祭り」を開催。

## 旧メンバー
- おのじゃわ君（5月23日 - ）作曲・編曲・キーボード　2007年8月をもって脱退。本名は小野澤基文。
- ヒット君　作曲・ギター　2008年11月16日～2011年2月25日
- アサP君　作曲・編曲・キーボード　2009年6月19日～2011年2月25日

## サポートメンバー
- Mu☆Mu(ギター、シーケンス)　サポート期間2007年9月30日～2008年11月16日、2011年8月27日～現在
- ワタナベヤスフミ(ぜひうすP)(ドラム)　サポート期間2011年8月27日～2012年2月16日
- しゅん(ドラム)2012年11月18日～現在

## ディスコグラフィー

### シングル
- 青春ナウ！(2005年)
- ふんわりマイハート（2007年）
- ボクラはファンタスティック（2007年）
- スペース スパイス ラブ・オレンジサン（2010年）
- プレシャスワン・レッツゴーメガネ（2013年）
- サマーナーバス・シンセサイズ（2018年10月22日）

### アルバム
- メガネジェネレーション
- ミラクルメガネ（2005年5月9日）
- テクノ4ポップ Vol.4（2006年3月22日）コンピレーションアルバム メガネジェネレーションで一曲参加
- 青春メガネ（2006年5月24日）
キテキテ☆キッス／ハートのベクトル／Marionette（BOØWYカヴァー）／青春ナウ!／恋とマシンガン（フリッパーズ・ギターカヴァー）／ワクワク サティスファクション／Neutral／Boy Meets Girl Miracle／今すぐkiss me（LINDBERGカヴァー）／Love Love Firewall
- メガネなアイツ（2007年8月19日）
- めがねメガネ（2009年6月19日）ジャケットデザインは友沢ミミヨ
めがねの国はどこかな/フォーチュンめがね／メガネジェネレーション/装置メガネ／クリスタルレーザーガン5/フォーチュンめがね／デスクトップサミーちゃん/装置メガネ／恐怖博士/フォーチュンめがね／メニィ☆メリィ/装置メガネ／メモリーマン/フォーチュンめがね／2次元と3次元/装置メガネ／メガネかけてみる/マコピ＆サミー
- メガネダッシュ！（2010年7月17日）ジャケットデザインは友沢ミミヨ
スペイス スパイス ラブ／ポップ☆アイ／君は虹色／エレポッピージャンプ!／いつか来た夢／ピポパ相談室／プレシャス☆ワン／ピコリノイズ／君のパルス
- パピプペポ（2014年3月3日）
パッツン☆キメテ／ピラッパルラ／プラネットペッパー／ペップ！／ポッ
- ホップ ステップ メガネ（2019年12月11日）
メガネジェネレーション re-built by Dr.Usui feat.ようなぴ/メガネチャンピオン/ワンダブルワールド/シンセサイズ/サマーナーバス/レッツゴーメガネ

## 熱唱オンエアバトルの結果
| オンエア？               | 回                       | 重量（KB） | 順位   | 曲名                   |
| ------------------------ | ------------------------ | ---------- | ------ | ---------------------- |
| サマーソングバトル 1日目 | サマーソングバトル 1日目 | 393KB      | 3/10位 | Love Love Firewall     |
| サマーソングバトル 決勝  | サマーソングバトル 決勝  | 474KB      | 9/9位  | Love Love Firewall     |
| オンエア                 | 3                        | 349KB      | 4/10位 | Television             |
| オンエア                 | 10                       | 333KB      | 5/10位 | 青春ナウ！             |
| オンエア                 | 20                       | 449KB      | 1/10位 | Megane Generation      |
| オンエア                 | 24                       | 357KB      | 5/10位 | Digital Boy            |
| オンエア                 | 36                       | 417KB      | 2/10位 | キテキテ☆キッス        |
|                          | 49                       | 265KB      | 8/10位 | Boy Meets Girl Miracre |
|                          | 52                       | 357KB      | 7/10位 | Neutral                |

## 交友のあるバンド・ユニット
- Mu☆Mu
- Cutie Pai
- アーバンギャルド
- ジェットプール
- ようなぴ（ゆるめるモ!）
- 小林写楽（メトロノーム (バンド)）
- その名はスペィド
- O'CHAWANZ - 2021年5月より「サポーターズ」としてDJで参加。